# Барон Брей

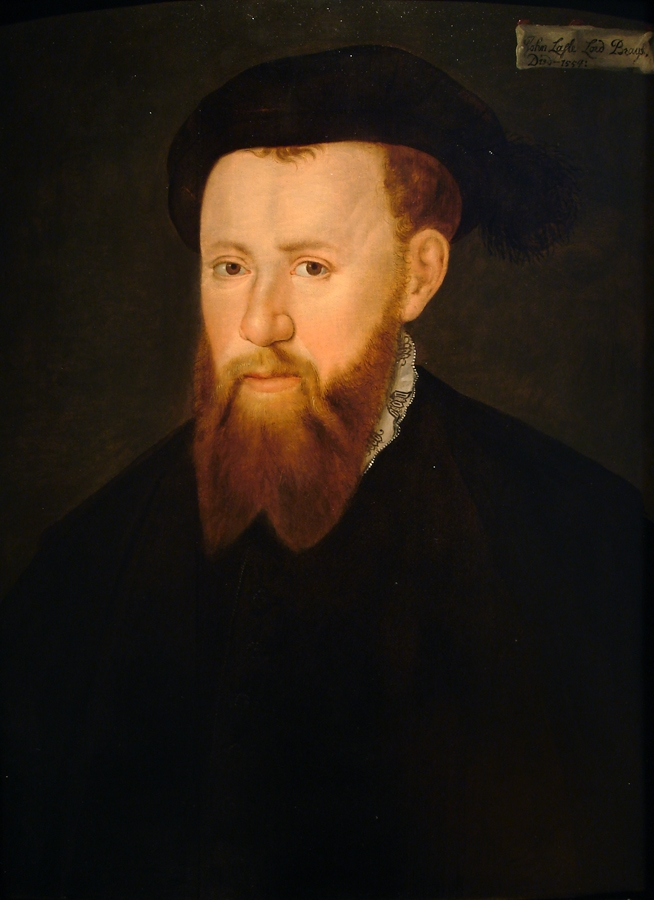
Джон Брей, 2-й барон Брей

Барон Брей из Истон Брей в графстве Бедфордшир — наследственный титул в системе Пэрства Англии. Он был создан 9 августа 1529 года для сэра Эдмунда Брея (ок. 1484—1539). Его преемником стал его сын, Джон Брей, 2-й барон Брей (ум. 1557). Он умер от ран, полученных в битве при Сент-Кантене в 1557 году. Лорд Брей был бездетным, и после его смерти титул оказался в бездействии между его сестрами.
Баронский титул оставался в бездействии в течение 282 лет. 3 октября 1839 года титул бы возрожден для Сары Отуэй-Кейв (1768—1862), которая стала 3-й баронессой Брей. Она была женой Генри Отуэя и единственной дочерью сэра Томаса Кейва, 6-го баронета из Стэнфорда (1737—1780), внучкой сэра Томаса Кейва, 3-го баронета из Стэнфорда (1681—1719), и его жены достопочтенного Маргарет Верни, дочери Джона Верни, 1-го виконта Фермана, праправнучкой достопочтенной Элизабет Верни, второй дочери 1-го барона Брея, и её мужа сэра Ральфа Верни. В 1819 году по королевской лицензии она приняла дополнительную фамилию «Кейв».
После её смерти в 1862 году баронство попало в бездействии между её четырьмя дочерьми. 13 мая 1879 года баронский титул был передан последней из дочерей, Генриетте Уайатт-Эджелл, 4-й баронессе Брей (1809—1879). Она была женой преподобного Эджелла Уайатта-Эджелла. Её наследовал её четвертый сын, Альфред Верни-Кейв, 5-й барон Брей (1849—1928). В 1880 году он получил королевское разрешение на фамилию «Верни-Кейв» вместо «Уайатт-Эджелл».
По состоянию на 2025 год носительницей титула являлась его правнучка, Мэри Пенелопа Обри-Флетчер, 8-я баронесса Брей (род. 1941), сменившая своего отца в 1985 году. Она является женой Эдварда Генри Ланселота Обри-Флетчера (род. 1930), четвертого сына сэра Генри Обри-Флетчера, 6-го баронета (1887—1969). У них нет детей. Леди Брей также является главной наследницей семьи Верни.

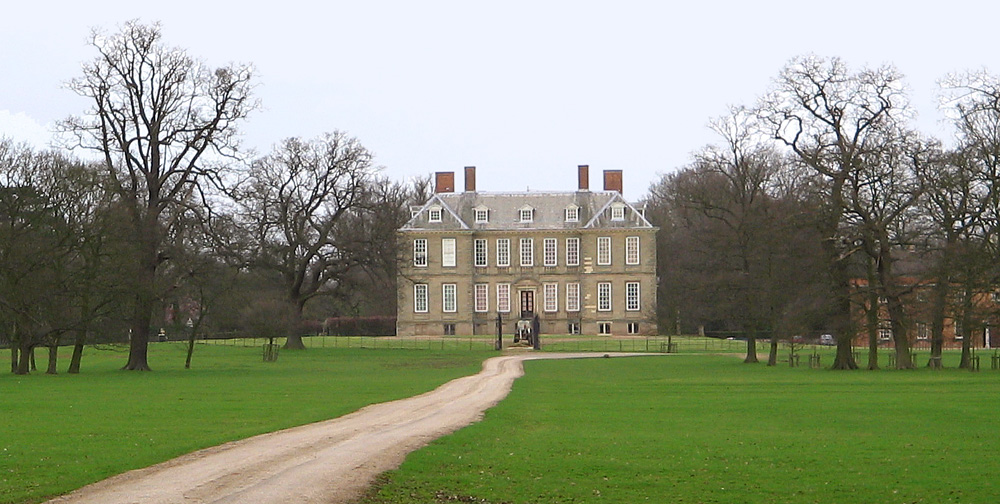
Стэнфорд Холл, резиденция баронов Брей

Семейная резиденция — Стэнфорд Холл, недалеко от Латтеруорта, графство Лестершир.

## Бароны Брей (1529)
- 1529—1539: Эдмунд Брей, 1-й барон Брей (ок. 1484 — 18 октября 1539), сын Джона Брея из Итон Брей[1]
- 1539—1557: Джон Брей, 2-й барон Брей (ок. 1523 — 19 ноября 1557), единственный сын предыдущего[2]
- 1839—1862: Сара Отуэй-Кейв, 3-й баронесса Брей (2 июля 1768 — 21 февраля 1862), единственная дочь Томаса Кейва, 6-го баронета (1737—1780), жена с 1790 года Генри Отуэя (ум. 1815)[3]
  - Достопочтенный Роберт Отуэй-Кейв (1796 — 29 ноября 1844), единственный сын предыдущих
- 1879—1879: Генриетта Уайатт-Эджелл, 4-я баронесса Брей (3 ноября 1809 — 14 ноября 1879), младшая сестра предыдущего, жена с 1844 года преподобного Эджелла Уайатта-Эджелла (ок. 1801—1888)[4]
- 1879—1928: Альфред Верни-Кейв, 5-й барон Брей (23 июля 1849 — 1 июля 1928), четвертый (младший) сын предыдущей[5]
- 1928—1952: Адриан Верни-Кейв, 6-й барон Брей (11 октября 1874 — 12 февраля 1952), старший сын предыдущего[6]
- 1952—1985: Томас Адриан Верни-Кейв, 7-й барон Брей (26 июля 1902 — 19 декабря 1985), старший сын предыдущего[7]
- 1985 — настоящее время: Мэри Пенелопа Обри-Флетчер, 8-я баронесса Брей (род. 29 сентября 1941), единственная дочь предыдущего[8]
  - Наследник титула: Линда Кэтрин Фотерджил (урожденная Браун) (род. 2 мая 1930), внучка 5-го барона Брея и троюродная сестра предыдущей[9].